# 希尔法伦贝克
希尔法伦贝克（荷蘭語：Hilvarenbeek）是荷蘭的一個市鎮，位於荷蘭南部，在行政區劃上屬於北布拉班特省。希尔法伦贝克靠近比利時國界。

## 外部連結
- 维基共享资源上的相關多媒體資源：希尔法伦贝克
- Official website （页面存档备份，存于）